# 呂聖斐
呂聖斐（Sheng Fei Lu，1975年2月13日—），出生於台灣桃園市，台灣著名音樂總監、編曲家、作曲家、配樂家、跨界流行和爵士樂手、無限融合樂團團長兼鍵盤手。他在各大演唱會專任鍵盤手、音樂總監、編曲，參與過的作品達上千首，出版過10張融合爵士演奏專輯，入圍過金曲獎、金音獎20餘次，並曾榮獲金曲獎演奏類《最佳演奏專輯》、《最佳專輯製作人獎》、金音獎《最佳樂手獎》、《最佳爵士單曲獎》等。也曾任臺北流行音樂中心執行長。

## 個人介紹

### 早年生活
家境普通的家庭中長大，7歲時受母親影響，喜歡上電子管風琴的聲音而買了第一台二手的Yamaha Electone — BK4C。
後來跟了老師學習彈奏電子琴。
在黃金土先生的介紹下，開始與傅文娟老師學習，於是便開始正式的電子琴學習。

升上中正高中後仍然是不減對Fusion Jazz的喜好。在高二時成立了Delta樂團。後來陸續加入王孟倫（E.Guitar），蕭文育（Drums）。以演奏T-Square，Casiopea及創作曲為主。直到大二才解散。期間還得過全國熱門音樂大賽殿軍。

為了更進一步瞭解電子合成器和電腦的運作原理選擇了輔仁大學電子工程系，同時也到海國樂器任教電子合成器，在朋友的介紹下認識了一些唱片製作人，開始寫一些流行歌曲，而受到前輩提攜及賞識才有機會更進一步接觸流行編曲的工作。

同時沒忘懷想要以演奏Fusion Jazz為主，成立了無限融合樂團，至今仍活躍各大演出。

### 音樂啟發人
漥田宏，松田昌---早期彈電管風琴時受這兩位的作品及編曲喜歡上Fusion jazz.

T-SQUARE(鍵盤手-和泉宏隆)---了解到好聽的Solo需要經過設計，以及平易近人好聽的Pop Fusion歌曲。

CASIOPEA(鍵盤手-向谷實)---欣賞他的節奏感及整個樂團的默契，節奏上的變化處理。

CHICK COREA---欣賞他融合古典及實驗性搖滾還有拉丁音樂，活用五聲音階極富實驗性的創作及彈奏技巧。

JEFF LORBER; GEORGE DUKE---好聽的Funk. fusion 歌曲以及藍調音階運用以及Funky groove。

JOE SAMPLE--- 融合了Gospel及R&B ，Jazz的音樂，大量的運用藍調五聲音階的即興演奏 。

MICHEL CAMILO--- 炫麗的鋼琴獨奏技巧以及現代的Latin鋼琴彈奏 。

鹽谷哲--- 日本Jazz鋼琴手。 Latin跟funk 以及即興演奏都是國際水準的彈奏，創作也非常多變且有水準。

## 資歷
威幅音樂有限公司（Timeless Fusion Wave Co., ltd.）音樂總監

‧繆思特音樂工作室（Musit Music Studio）負責人

‧流行音樂唱片 製作人/作曲/編曲; 演唱會 音樂總監/樂手

 	
學習山葉電子琴八年， 師事傅文娟老師

十三歲開始接觸MIDI， 電子合成器， 畢業於輔仁大學電子工程系

曾任教於海國音樂教室MIDI編曲班， Keyboard班四年

YAMAHA 山葉熱門樂器 電子合成器代言人

| 年份/屆    | 名稱                                                                               | 名次/獎項                   |
| ---------- | ---------------------------------------------------------------------------------- | --------------------------- |
| 第七屆     | 中國 音樂風雲榜 以 金莎 -《不可思議》                                              | 最佳編曲                    |
| 第十三屆   | 山葉中日兒童創作曲比賽                                                             | 入選獎                      |
| 第十四屆   | 山葉中日兒童創作曲比賽                                                             | 入選獎                      |
| 第十五屆   | 山葉中日兒童創作曲比賽                                                             | 入選獎                      |
| 第十七屆   | 山葉電子琴聯歡會 地區大賽「兒童組」                                                | 優勝獎                      |
| 第十八屆   | 山葉電子琴聯歡會 全國總決賽「少年組」                                              | 優勝獎                      |
| 第二十四屆 | 山葉電子琴聯歡會 地區大賽 「社會組」                                               | 入選獎                      |
| 1994年     | 山葉熱門流行音樂大賽 全國總決賽                                                    | 殿軍                        |
| 1994年     | 山葉熱門流行音樂大賽 全國總決賽                                                    | 最佳鍵盤手                  |
| 1994年     | 山葉熱門流行音樂大賽 全國總決賽                                                    | 創作佳作                    |
| 1995年     | 寶麗金TOP YOUNG音樂新人獎「創作組」                                                | 最佳詞曲                    |
| 2008年     | 台北電影獎 「海角七號」劇情長片                                                    | 最佳音樂獎                  |
| 2008年     | 金馬獎「海角七號」                                                                 | 最佳電影原創音樂            |
| 2009年     | 金曲獎 以 「國境之南」                                                             | 入圍 最佳單曲製作人         |
| 2011年     | 電影「雞排英雄」                                                                   | 音樂總監                    |
| 2011年     | 金曲獎 以「無限融合黨」專輯                                                        | 最佳演奏專輯                |
| 2011年     | 金曲獎 以「無限融合黨」專輯                                                        | 入圍 最佳演奏類作曲人       |
| 2012年     | 電影「陣頭」                                                                       | 音樂總監                    |
| 2012年     | 電影「球來就打」                                                                   | 音樂總監                    |
| 2012年     | 亞太影展 以「陣頭」                                                                | 入圍 最佳音樂               |
| 2012年     | 金音獎 以 無限融合樂團 "2" 專輯                                                    | 入圍 最佳專輯獎             |
| 2012年     | 金音獎 以 無限融合樂團 "2" 專輯                                                    | 入圍 最佳樂團獎             |
| 2012年     | 金音獎 以 無限融合樂團 "2" 專輯                                                    | 入圍 最佳現場演出獎         |
| 2012年     | 金音獎 以 無限融合樂團 "2" 專輯                                                    | 入圍 最佳爵士專輯獎         |
| 2012年     | 金音獎 以 無限融合樂團 "2" 專輯 Conference Call〈電話會議〉                        | 入圍 最佳爵士單曲獎         |
| 2013年     | 金曲獎 以 無限融合樂團 "3" 專輯                                                    | 入圍 最佳演奏類專輯製作人   |
| 2013年     | 金曲獎 以 無限融合樂團 "3" 專輯                                                    | 入圍 最佳演奏類專輯         |
| 2013年     | 金曲獎 以 無限融合樂團 "3" 專輯 Love Lemonade〈愛的檸檬水〉                        | 入圍 最佳演奏類作曲人       |
| 2013年     | 金音獎 以 無限融合樂團 "4" 專輯                                                    | 入圍 最佳爵士專輯獎         |
| 2013年     | 金音獎 以 無限融合樂團 "4" 專輯                                                    | 入圍 最佳樂手獎             |
| 2014年     | 金音獎 以 無限融合樂團 "4" 專輯 Friends from Planet Lydian〈來自利底安星球的朋友〉 | 最佳爵士單曲獎              |
| 2014年     | 金曲獎 以 無限融合樂團 "4" 專輯                                                    | 最佳演奏類專輯製作人        |
| 2014年     | 金曲獎 以 無限融合樂團 "4" 專輯                                                    | 入圍 年度最佳爵士藝人       |
| 2014年     | 電影「志氣」電影原聲帶                                                             | 入圍 年度最佳原聲配樂       |
| 2016年     | 金曲獎 以 無限融合樂團 "6" 專輯                                                    | 入圍 最佳演奏類專輯製作人獎 |
| 2017年     | 金音獎 呂聖斐 以 無限融合樂團 "7" 專輯                                             | 最佳樂手獎                  |
| 2018年     | 金曲獎 以 無限融合樂團 "8" 專輯                                                    | 入圍 最佳演奏類專輯獎       |
| 2018年     | 金曲獎 以 無限融合樂團 "8" 專輯                                                    | 入圍 最佳演奏類專輯製作人獎 |
| 2018年     | 金曲獎 以 無限融合樂團 "8" 專輯 Swimming in the Green〈綠色潛泳〉                  | 入圍 最佳演奏類作曲人獎     |
| 2018年     | 金曲獎 以 無限融合樂團 "9" 專輯                                                    | 入圍 最佳演奏錄音專輯獎     |

## 商業活動
- 1996~至今

進入台灣唱片市場 擔任 編曲/作曲/演唱會錄音室樂手, 並也同時製作電玩/廣告/電影/音樂劇 配樂
- 2004~至今

擔任 鳳飛飛, 江蕙,張惠妹, 蔡健雅, 黃小琥, 梁靜茹, 劉若英, 林慧萍, 高勝美, 王識賢, 棒棒堂,...等華人流行歌手 大型巡迴演唱會 音樂總監
- 2008~至今

成立 威幅音樂有限公司 發行 台灣本土FUSION JAZZ 唱片
- 2010~至今

成立 無限融合 樂團 Timeless Fusion Party. 並發行第一張同名專輯

## 歷年音樂活動

### 2020
蔡健雅 《若你碰到我》 濟南/廣州 演唱會---音樂總監/鍵盤手

曹雅雯 《金曲の路》台北TICC 演唱會---音樂總監

郭衡祈 "白度母心咒"、"綠度母心咒"---編曲 

### 2019
蔡健雅 《列穆尼亞》 台北小巨蛋 演唱會---音樂總監/鍵盤手

蔡健雅 寧波 音樂節---樂隊領班/鍵盤手

蔡健雅 《若你碰到我》 台北/台中/高雄/昆明/南京/西安/濟南/廣州 演唱會---音樂總監/鍵盤手

林芯儀 "享受風"---/編曲/混音

梁世韻 "再次相遇"---作曲/編曲

林佳儀 《芳華再現》台北TICC 演唱會---音樂總監

楊丞琳 《青春住了誰》澳門/南寧/佛山/吉隆坡/新加坡/蘇州/紹興/ 演唱會---音樂總監/鍵盤手

林志炫 《ONE TAKE2.0》/深圳/澳門 演唱會 ---音樂總監/鍵盤手

方雅賢 《歌之饗宴》台北TICC 演唱會---音樂總監

趙傳 《老男孩》台北小巨蛋演唱會---鍵盤手

### 2018
蔡健雅 《列穆尼亞》 台北小巨蛋 演唱會---音樂總監/鍵盤手

蔡健雅 鄭州/杭州/蘇州 音樂節---樂隊領班/鍵盤手

楊丞琳 《青春住了誰》香港紅磡/廣州/成都/北京/武漢/杭州/ 演唱會---音樂總監/鍵盤手

彭佳慧---《我想念我自己》上海/福州\/天津/武漢/重慶/南京 音樂總監/鍵盤手

林志炫 《ONE TAKE2.0》/深圳 演唱會 ---音樂總監/鍵盤手

葉秉桓 "你猜我猜你"---編曲

羽伶 "追李白"---編曲

發行 TFP 無限融合樂團---"9" 融合爵士專輯

### 2017
張韶涵《纯粹 》廣州/台北/南京 演唱會 ---音樂總監/鍵盤手

蔡健雅 《列穆尼亞》 洛陽/武漢/香港/成都/上海/墨爾本/雪梨/ 演唱會---音樂總監/鍵盤手

蔡健雅 杭州 氧氣音樂節---樂隊領班/鍵盤手

黃小琥 《狂》 台北演唱會---音樂總監/鍵盤手

王力宏 諾維真喜悅號 首航儀式---鍵盤手

林志炫 《ONE TAKE2.0》上海/北京/深圳 演唱會 ---音樂總監/鍵盤手

周興哲 "永不失聯的愛"---製作/編曲

郭蘅祈 "釋迦牟尼佛心咒"、"覺林菩薩偈"---編曲

林芯儀 《最初來到世界的模樣》---編曲

### 2016
董育君《有你的所在》--- 編曲

林正 《兩隻老虎》，《莊周夢見我》 ---Rhodes/Brass編曲v
TFP 無限融合樂團《新里程》 國家音樂廳演出

發行 TFP 無限融合樂團---"7" 融合爵士專輯

發行 TFP 無限融合樂團---"Groove Machine" 融合爵士 黑膠專輯唱片

張韶涵《纯粹 》廣州/台北/ 演唱會 ---音樂總監/鍵盤手

愛很大 挺同志演唱會---音樂總監/鍵盤手

蔡健雅 《列穆尼亞》 台北/深圳/新加坡/北京/上海 演唱會---音樂總監/鍵盤手

蔡健雅 石家莊 樂享音樂節 / 珠海 沙灘音樂節 / 銀川 豐收狂歡節---樂隊領班/鍵盤手

楊丞琳 《年輪說》新歌演唱會---音樂總監

彭佳慧 《越愛越勇敢》高雄演唱會---音樂總監

郭蘅祈 〔愛相同〕致女伶經典演唱會---音樂總監/鍵盤手

屏東縣政府觀光形象短片《把心留在屏東》---音樂製作

### 2015
TFP 無限融合樂團《未來之星 》--中國大陸 19場保利劇院巡迴--- 鍵盤手

蔡健雅 《失語者》 新專輯發表演唱會---樂隊領班/鍵盤手

發行 TFP 無限融合樂團---"6" 融合爵士專輯

張韶涵 《纯粹 》上海/成都 演唱會 ---音樂總監/鍵盤手

江蕙 《祝福》演唱會 台北 / 高雄 25場 --- 樂隊領班/鍵盤手

彭佳慧 《My Moments in Time》演唱會 台北小巨蛋---音樂總監/鍵盤手

蔡健雅 《Tanya Rock U》台北/台中 LEGACY演唱會---音樂總監/鍵盤手

蔡健雅 《紅牛不插電》演唱會 青島---音樂總監/鍵盤手

蔡健雅 新加坡 DBS 演唱會 ---音樂總監/鍵盤手

蔡健雅 《中國好歌曲》 學員比賽 --- 編曲

台灣觀光局 宣傳 影片---美食篇/樂活篇/生態篇/浪漫篇/購物篇/文化篇--- 影片作曲/製作

### 2014
電影 《大稻埕》 音樂總監

北京白色情人節 HER 演唱會 蔡健雅/徐佳瑩--- 樂隊領班/鍵盤手

Project WAO 女生團結 演唱會--- 音樂總監/鍵盤手

蔡秋鳳 《初衷》 演唱會--- 音樂總監

彭佳慧 《My Moments in Time》演唱會 高雄場---音樂總監/鍵盤手

蔡健雅 杭州西湖音樂節 / 成都搖滾音樂節 /台北簡單生活節 / 上海簡單生活節 / 海寧潮音樂節演出---樂隊領班/鍵盤手

蔡健雅 《紅牛不插電》演唱會 重慶 / 鄭州 ---音樂總監/鍵盤手

蔡健雅 《美麗突然發生》演唱會---香港 / 高雄場---音樂總監/鍵盤手

郭衡祈(郭子)25週年經典演唱會---鍵盤手

郭書瑤 春浪音樂節 新加坡/台北 演出---音樂總監/鍵盤手

張惠妹 春浪音樂節 新加坡/馬來西亞 演出---樂隊領班/鍵盤手

蘇永康 《28》 Legacy 演唱會 ---鍵盤手

張惠妹 海洋音樂祭 演出---樂隊領班/鍵盤手

無限融合樂團 TFP 中國巡迴 ---十堰/廣州/ 重慶/成都/南通/常州/武漢---音樂總監/鍵盤手

無限融合樂團 FUN JAZZ 桃園展演中心 演奏會---音樂總監/鍵盤手

江志豐 台北演唱會---鍵盤手

楊丞琳 《雙丞戲》 台中 新歌演唱會---音樂總監/鍵盤手

Ella/Selina 台北跨年市政府 表演---樂隊領班/鍵盤手/編曲

發行 TFP 無限融合樂團---"5" 融合爵士專輯

### 2013
電影 《志氣》 音樂總監

電影《逗陣ㄟ》音樂總監

黃韻玲 《ONE DAY》 北京/上海 群星演唱會---鍵盤手

張信哲 《寂寞畫室台北Legacy》 演唱會---音樂總監/鍵盤手

張信哲 《空出來的時間》 演唱會---澳洲悉尼場/麗星郵輪/澳門場 音樂總監/鍵盤手

楊丞琳 《為愛啟丞》世界巡迴演唱會-台北場/新加坡場/馬來西亞雲頂場/澳門場 音樂總監/鍵盤手

鳳飛飛 紀念音樂會---音樂總監/鍵盤手

黃韻玲 《春暖花開》 台中/高雄/花蓮演唱會---鍵盤手

趙詠華 《簡單的幸福》 --"璀璨如星", "好幸運"--製作/作曲/編曲

SHE 《Together Forever》演唱會---台北2場/澳門場/上海場/馬來西亞場/香港3場/---樂隊領班

江蕙 《鏡花水月》演唱會---台北小巨蛋7場/高雄3場/---樂隊領班

蔡健雅 《美麗突然發生》演唱會---上海場/北京場/台北場---音樂總監/鍵盤手

蔡健雅 《Moov Live》香港演唱會---音樂總監/鍵盤手

彭佳慧 《My Moments in Time》演唱會 台北TICC 3場---音樂總監/鍵盤手

發行 TFP 無限融合樂團---"4" 融合爵士專輯

### 2012
電影 《陣頭》音樂總監
任賢齊 《神魔人》 演唱會 香港紅磡體育館 /澳門/ 馬來西亞 雲頂---鍵盤手

黃小琥+蕭煌奇《 True Voice 》 演唱會 -- 香港 紅磡體育館 ---音樂總監/鍵盤手

蘇永康 《那誰》 -台北/澳門 演唱會---鍵盤手

黃小琥 台中草悟道 演出 ---音樂總監/鍵盤手

蔡健雅 《Just Say So》香港/台北Legacy/簡單生活節演出/新加坡 演唱會---音樂總監/鍵盤手

李玟 Coco Lee 高雄啤酒節演出---音樂總監/鍵盤手

林凡 《幸福零缺口 》台北演唱會---音樂總監/鍵盤手

艾怡良 "Metal Girl"---編曲/鍵盤

電影 《球來就打》音樂總監

楊丞琳 《為愛啟丞》 香港3場/新加坡場 演唱會---音樂總監/鍵盤手

發行 TFP 無限融合樂團---"3" 融合爵士專輯

### 2011
梁靜茹 台北 Legacy 新歌演唱會 --- 音樂總監/鍵盤手

任賢齊 澳門MGM Casino 演唱會 ---鍵盤手

電影《雞排英雄》 --- 音樂總監

蔡健雅 《Tanya and the Cities》亞洲巡迴演唱會 台北/新加坡/台中/高雄/大彩虹音樂節/LEGACY演出--- 音樂總監/鍵盤手

珍愛女人 (齊豫.潘越雲.黃小琥.萬芳) 杭州/大連 演唱會--- 音樂總監/鍵盤手

黃小琥+蕭煌奇《 True Voice 》 演唱會 -- 馬來西亞 雲頂 / 檳城 ---音樂總監/鍵盤手

劉美君 《Love Addict》 "走鋼索的人", "老實情歌"---編曲

馬天宇 《月光晴朗 》---製作/編曲

安心亞 《惡女 》"唉呀呀"---編曲

林育群 《未來的第一站 》"未來的第一站"---編曲

丁噹 《好難得 》"我還是一樣 "---編曲

無限融合樂團--金光閃閃趴 @Brown Sugar/ 台中爵士節演出

黃小琥 上海爵士節 演出---音樂總監/鍵盤手

高雄建國百年巨星演唱會---樂隊領班/鍵盤手

吳建豪 MTV Session 新加坡錄影演出(全亞洲播送)---樂隊領班/鍵盤手

張宇+黃小琥 美國 Las Vegas / 北京 演唱會---鍵盤手

發行 TFP 無限融合樂團---"II" 融合爵士專輯

### 2010
威幅音樂 《ALL STAR 全明星》爵士音樂會 ---製作總監

威幅音樂 無限融合黨 Timeless Fusion Party 首張專輯---製作人/鍵盤手

任賢齊 世界巡迴 澳門 威尼斯人賭場 新年演唱會/印尼棉蘭 /美國大西洋城/馬來西亞雲頂 ---鍵盤手

黃品源 張宇 陳昇《 三個好男人唱好情歌》 /多倫多 ---鍵盤手

蔡健雅 春浪音樂節 表演---樂隊領班/鍵盤手

無限融合黨 Timeless Fusion Party 兩廳院夏日JAZZ 露天廣場 演出

阿密特 可口可樂 快樂暢開 校園巡迴演唱會 台北/台中/高雄---鍵盤手

黃小琥 馬來西亞雲頂 演唱會---音樂總監/鍵盤手

2010夏戀嘉年華演唱會 花蓮 /阿密特/黃小琥/ 梁靜茹 /任賢齊-黃品源 ---樂隊領班/鍵盤手

超級星光演唱會 9/11 南港展覽館---音樂總監/鍵盤手

林育群(小胖) 專輯【夢想啟航 It's My Time】 【未來的第一站】"It's my time", "A moment like this", "Hero", "未來的第一站"---編曲

鳳飛飛 新加坡/馬來西亞雲頂 演唱會 ---音樂總監/鍵盤手

曹格 【曹之在我】"喔愛", "我也愛你"---編曲

蔡健雅 香港Green Live/ 台北 簡單生活節 ---樂隊領班/鍵盤手

林慧萍 【一個人】 台灣巡迴演唱會 ---音樂總監/鍵盤手

張惠妹 台北市政府 跨年晚會表演 ---鍵盤手

蕭閎仁 《第三張創作專輯》 "神探伽利略 "---編曲

黃品源 《雙魚的責任》 "原來有你 ","給我你的手""---編曲

發行 TFP 無限融合樂團---無限融合黨 融合爵士專輯

## 外部連結
呂聖斐Facebook專頁 

呂聖斐YouTube （页面存档备份，存于） 

呂聖斐個人官網（页面存档备份，存于） 

呂聖斐在YAMAHA的簡介 （页面存档备份，存于） 